# Johannes Sarracenus
Johannes Sarracenus (uneori cunoscut și ca Johan Sarracen), a fost un învățat al secolului al XII-lea . El este cunoscut pentru traducerea din greacă în latină a scrierilor lui Pseudo-Dionisie Areopagitul.
Johannes Sarracenus a fost, probabil, un prieten de-al lui Ioan de Salisbury. El ar fi scris comentariul său la Ierarhia Cerească de Pseudo-Dionisie Areopagitul în jurul 1140. Acest comentariu, deși se presupune că există, nu a fost publicat niciodată într-o ediție modernă. Apoi, în jurul anului 1167, Sarracenus a tradus lucrările lui Pseudo-Dionisie. Până la acel moment, teologii și filosofii de limbă latină au avut la dispoziție pentru lectura textelor areopagitice doar traducerea realizată de Ioan Scotus Eriugena în secolul al IX-lea, care era însă foarte greu de înțeles. În contrast, Sarracenus a produs o versiune mai clară, care a fost folosită apoi de Albert cel Mare și de Toma de Aquino, și a avut o influență semnificativă asupra scrierilor mistice occidentale. Traducerile din Pseudo-Dionisie Areopagitul a lui Johannes Sarracenus au fost treptat scoase din uz abia din secolul al XIII-lea, odată cu traducerea realizată de Robert Grosseteste, iar apoi prin traducerea din secolul al XV-lea a lui Ambrose Traversari.
Johannes Sarracenus și-a dedicat două dintre traducerile sale abatelui mănăstirii Saint-Denis din apropierea Parisului. Pe cont propriu, el a vizitat Grecia în scopuri de cercetare și a fost entuziasmat de opera lui Ioan de Salisbury. Se crede că a trăit pentru o vreme la Poitiers.

## Lucrări
- Philippe Chevallier (ed.), Dionysiaca. Recueil donnant l'ensemble des tradiții latines des ouvrages attribués au Denys de l'Aréopagite, 4 volume, Désclée de Brouwer et Cie, Bruges, 1937/1950 [facsimil retipărit în 1989 de Verlag Frommann-Holzboog din Stuttgart] [conține traducerea din Pseudo-Dionisie]